# Metalimnophila greyensis
Metalimnophila greyensis là một loài ruồi trong họ Limoniidae. Chúng phân bố ở miền Australasia.